# Billys Branch
Ne doit pas être confondu avec Billy Branch.
 (janvier 2023).
Le Billys Branch, ou Billy's Branch, est une rivière dans les comtés de Crawford et de Washington, dans l'État américain du Missouri. C'est un affluent du Courtois Creek.
La rivière a été nommée d'après une personne surnommée Billy, et dont le nom de famille a été oublié.